# Ley de la cárcel
La ley de la cárcel es una manera coloquial para referirse a una serie de convencionalismos, actitudes, códigos y normas sociales establecidas entre los propios presidiarios al interior de un recinto penal. Este tipo de situaciones propias de la cultura carcelaria, se desarrollan en forma paralela a los criterios y parámetros establecidos dentro de las penitenciarías por los cuerpos de gendarmería o de otro tipo de institución que se encargue de custodiarlos, como por ejemplo, la observación y evaluación de la buena conducta intracarcelaria. Dichos factores determinan las dinámicas de inclusión o exclusión de un presidiario por sus pares, desde que ingresa hasta que cumple su condena, rigiéndose por sus propios principios éticos y morales.

## Situaciones

### Justicia retributiva
Para casos judiciales de alta connotación pública, es común que la opinión general manifieste su descontento por algunas sentencias emitidas siguiendo el procedimiento judicial de un país donde fueron aplicadas, al ser consideradas como insuficientes, creando así la sensación de que solamente la justicia retributiva sería una forma efectiva de obtener una «verdadera justicia». Como por ejemplo, personas condenadas por violación y abuso sexual, son agredidas sexualmente al interior de las cárceles, especialmente hombres que han cometido incesto o actos de pedofilia son abusados por uno o más internos mediante sexo anal, argumentando que «se lo merecen» o que simplemente es parte de un procedimiento que el condenado debe pasar, como si fuera parte del protocolo en un ritual de iniciación dentro del mundo penal. Al no haber prácticas de sexo seguro en estos actos, las probabilidades de contraer una infección de transmisión sexual (ITS) es alta, por lo que también se encuentra directamente relacionado con el contagio intencionado de agentes infecciosos, pudiéndose determinar dolo en el caso de que la víctima adquiera una patología.

### Distribución de la población penal
Existen fuertes debates y se han creado dilemas en relación con cómo distribuir a la población penal al interior de la cárcel, tanto en la convivencia diaria como también en la asignación de celdas para dormitorios. Asimismo, sobre la necesidad y pertinencia de aislar o no, de forma temporal o permanente, total o parcial, a ciertos condenados por algunos delitos de mayor gravedad. En algunos países, como en España, la legislación obliga a la separación entre hombres y mujeres (salvo algunas excepciones); entre detenidos y condenados; entre primarios y reincidentes; entre jóvenes y adultos; entre enfermos y sanos; y entre presos de delitos dolosos y delitos de imprudencia. Todo esto a fin de evitar que se cometan abusos y violencia al interior de los recintos carcelarios y proteger la integridad física de los internos. El aislamiento social, tanto por parte de los propios internos como de sus custodios, es considerado como un tipo de castigo como respuesta a una mala conducta al interior del penal o también como una manera de protegerlo, confinando a celdas solitarias cuando existen claras evidencias de que puede ser atacado físicamente por otros internos. No obstante, los periodos largos de aislamiento son considerados como un tipo de tortura a nivel psicológico. Mientras algunos sectores se muestran a favor de crear calabozos especiales para cierto tipo de condenados por la justicia y confinados a presidio, otros consideran que dar ese tipo de garantías es un privilegio que no debería recibir una persona condenada por un delito grave, aludiendo incluso a mal uso del gasto público por los costos asociados a mantener dichos espacios en las prisiones.

### Jerarquía intracarcelaria
Diferentes estudios intracarcelarios han podido determinar la presencia de una jerarquía subcarcelaria, es decir, la asignación de rangos entre ellos mismos de acuerdo a diferentes factores, como la posición socioeconómica del interno antes de ingresar a prisión, las redes de contactos que logra establecer al interior, el tipo de delito por el cual obtuvo su sentencia, el grupo étnico al cual pertenece, entre otros parámetros que determinan su «estatus» durante su permanencia carcelaria, pudiendo modificarse con el paso del tiempo. Se ha visto que los sentenciados vinculados al narcotráfico presentan mayores redes de contactos al interior de las prisiones y logran posicionarse con mayor facilidad y permanecer en las altas esferas jerárquicas. Por el contrario, las poblaciones vulnerables que han sufrido marginalización en una sociedad en particular, como algunas minorías étnicas, sexuales y migrantes, son más propensos a permanecer en los niveles inferiores dentro de la pirámide jerárquica de este sistema al interior de la cárcel.
Históricamente, quienes hayan salido del armario como gais al interior de las cárceles para hombres, en especial si demuestran una conducta afeminada, han sido objetos de exclusión y de tratos vejatorios por parte de sus compañeros, solo por el hecho de ser homosexuales dentro de un entorno altamente machista y patriarcal. Situación opuesta ocurre en las cárceles femeninas, donde en general, el lesbianismo tiene una mayor tolerancia social dentro de los recintos penales.